# Finally We Are No One
Albums de Múm
Yesterday Was Dramatic – Today Is OK Summer Make Good
Finally We Are No One est un album du groupe de musique expérimentale islandais Múm. L'album est sorti en 2002.

## Liste des pistes
| No  | Titre                                                    | Durée |
| --- | -------------------------------------------------------- | ----- |
| 1.  | Sleep/Swim                                               | 0:50  |
| 2.  | Green Grass of Tunnel                                    | 5:20  |
| 3.  | We Have a Map of the Piano                               | 5:20  |
| 4.  | Don't Be Afraid, You Have Just Got Eyes Closed           | 5:44  |
| 5.  | Behind Two Hills,,,,A Swimmingpool                       | 1:09  |
| 6.  | K/Half Noise                                             | 8:41  |
| 7.  | Now There's That Fear Again                              | 3:57  |
| 8.  | Faraway Swimmingpool                                     | 2:56  |
| 9.  | I Can't Feel My Hand Any More, It's Alright, Sleep Still | 5:40  |
| 10. | Finally We Are No One                                    | 5:07  |
| 11. | The Land Between Solar Systems                           | 11:59 |